# Susan Lucci
Susan Victoria Lucci, född 23 december 1946 i Scarsdale i delstaten New York, är en amerikansk skådespelare, programledare och författare. Lucci spelade rollen som Erica Kane i TV-serien All My Children åren 1970–2011.
2017 medverkade Susan Lucci tillsammans med bland andra Henry Winkler, Kristen Bell och Dax Shepard i Sias musikvideo "Santa's Coming for Us".

## Filmografi i urval
- 1970–2011 – All My Children (TV-serie)
- 1982 – Kärlek ombord (TV-serie)
- 1983 – Fantasy Island (TV-serie)
- 1986 – Anastasia
- 1990–1991 – Dallas (TV-serie)
- 1995 – Ebbie
- 2004 – Hope & Faith (TV-serie)
- 2005 – That's so Raven (TV-serie)
- 2010–2014 – Hot in Cleveland (TV-serie)
- 2012 – Army Wives (TV-serie)
- 2012–2014 – Deadly Affairs (TV-serie)
- 2013–2016 – Devious Maids (TV-serie)